# Istenek fegyverzete 2. – A Kondor-akció
Az Istenek fegyverzete 2. – A Kondor-akció (eredeti cím: Armour of God II: Operation Condor, kínaiul: 飛鷹計劃) 1991-ben bemutatott hongkongi akció-vígjáték, amelynek forgatókönyvírója, rendezője és főszereplője Jackie Chan. A film az 1987-es Istenek fegyverzete című film folytatása.
Az előző részhez hasonlóan a film inkább az Indiana Jones filmsorozathoz hasonlít, mivel Chan karaktere, Jackie / Condor (az amerikai közleményben "Asian Hawkként" feltüntetve) egy csapat nácikból álló zsoldossal küzd meg, hogy aztán megtalálják az aranyat egy elhagyatott bázis mélyén a Szahara-sivatagban.
2012-ben elkészítették a film harmadik részét, melynek címe "Istenek fegyverzete 3." (Műkincs hajsza).

## Cselekmény
A Hongkong-i kincsvadász, Jackie, más néven "Asian Condor" meghívást kap Scapio hercegtől a Spanyolországban lévő Madridi kastélyába, és elmeséli Hans von Ketterling nevű német parancsnok és ezredének történetét; a második világháború vége előtt, 240 tonna aranyat rejtettek el egy titkos katonai bázis mélyén az afrikai Szahara-sivatagban. A műveletben részt vevő 18 katona rejtélyes körülmények között eltűnt. Az Egyesült Nemzetek kérésére Scapio nem hivatalos küldetést ad ki Jackie-nek a bázis felkutatása és az arany megtalálása érdekében. A bázis kulcsának megszerzésén kívül segítségére lesz az afrikai földrajz szakértő, Ada. Az arany felkutatását követően, Jackie-nek megígérik a kincs egy százalékát, vagyis nagyjából 2,5 tonna aranyat.
Egy éjszaka, miközben körülnéz a bázis egyik gondnokának otthonában, Jackie megismerkedik egy Elsa nevű fiatal német nővel, miután megmentette őt néhány arab férfitól – Amontól és Taszától, akik szintén az arany után kutatnak. Másnap, Jackie a környék egyik legjobb lakatosához megy és megtudja tőle, hogy a kulcsot bonyolultra tervezték, speciális kóddal ellátva. Másnap miután fekete autós férfik kezdik üldözni a városon keresztül a nála lévő kulcs miatt, Elsa megkéri Jackie-t, hogy ő is had csatlakozzon az expedíciójukra, mivel ő is Von Ketterlinget keresi, aki történetesen a nagyapja volt.
A Szahara-sivatagba való érkezésükkor, az expedíciós csapat felveszi Momoko japán nőt, aki a halál értelmét kutatja. Az éjszaka folyamán a táborukat fekete fátyolos banditák támadják meg, akik elrabolják Elsát és Adát. Jackie és Momoko a rablók nyomába erednek, eljutnak a rabszolgapiacra, ahol megmentik Elsát és Adát, még mielőtt szexrabszolgának való árverésbe bocsátanák őket. Eközben az expedíciós csapat többi tagját ismeretlen zsoldos csoport gyilkolja meg, kerekesszékes férfi vezetésével. Nem sokkal később ismét összefutnak Amonnal és Taszával, Jackie csoportja pedig visszatér a táborukhoz, és felfedezik halott bajtársaikat, ám Momoko felismer egy szobrot Elsa nagyapjának egyik képén, ami egy ősi templomba vezet.
Miután elbúcsúznak Momokótól, a trió belép a szent helyre, ahol gonosz törzsek bandájával találkoznak. Mialatt az életükért futnak, a homok egyszer csak besüpped alattuk és egy barlangba, a titkos náci bázis részére zuhannak. Felfedezik Elsa nagyapjának mumifikálódott maradványait, majd átnézik a naplóját, feltárva, hogy Von Ketterling irányítása alatt álló 18 katona, cianid tablettákat szedett be, és a küldetésük befejezése után a bázison belül meghaltak. A trió azonban csak 17 holttestet számolt össze, egy katona viszont hiányzik. A kerekesszékes férfi megérkezik zsoldosaival, Momokót pedig túszként tartják fogva – Adolfként mutatkozik be, ő volt a 18. katona, aki meggyilkolta Elsa nagyapját, miután deréktól lefelé lebénította, mert nem volt hajlandó lenyelni a cianidot. Ezt követően Jackie és csapata megküzd a zsoldosokkal, majd az egész bázison macska-egér játék veszi kezdetét, ám végül elfogják őket.
A páncélszekrényhez érve Jackie használja a kulcsot és egy titkos kódot Elsa nagyapjának dögcédulájáról, majd végül kinyitják az ajtót és felfedezik az aranyhoz vezető liftet. Az arany felfedezése után a zsoldosok hátat fordítanak Adolfnak, hogy megtarthassák maguknak a kincset. Adolf viszont bezárja az összes zsoldost a helységbe, kettő kivételével, akik Jackie-t kezdik üldözni egy földalatti szellőzőterembe. Míg Jackie harcol a két zsoldossal, Elsa és Ada nyomkodni kezdik össze-vissza a kapcsolókat, és beindítják a terem turbina ventilátorát. Amíg a három férfi az életükért küzdenek, Elsa és Ada megpróbálják kikapcsolni a ventilátort, de véletlenül elindítják a bázis önpusztítóját, és mindössze csak 30 percük van a menekvésre. Adolf elmondja a kvartettnek, csak úgy menekülhetnek meg, ha a turbina átfújja őket a szellőzőcsatornán keresztül. Adolf viszont úgy dönt, bűnei miatt a bázison marad. A négyes annyi aranyat gyűjt, amennyit csak tud, viszont a szélerőssége miatt nem tudják elvinni azokat.
Ahogy a sivatag felszínére pottyannak, ismét összetalálkoznak Amonnal és Taszával. Együttesen próbálnak vizet találni a Szahara sivatagában.

## Szereplők
| Szerep                               | Színész            | 1. szinkron hang | 2. szinkron hang    | 3. szinkron hang |
| ------------------------------------ | ------------------ | ---------------- | ------------------- | ---------------- |
| Jackie / Asian Condor                | Jackie Chan        | Kautzky Armand   | Jakab Csaba         | Kassai Károly    |
| Ada                                  | Carol Cheng        | Kovács Nóra      | Papp Ági            | Ősi Ildikó       |
| Elsa                                 | Eva Cobo de Garcia | Eszenyi Enikő    | Kocsis Mariann      | Orosz Helga      |
| Momoko                               | Shoko Ikeda        | Györgyi Anna     | Urbán Andrea        | Somlai Edina     |
| Scapio herceg / Bannon báró          | Shoko Ikeda        | Fülöp Zsigmond   | Varga T. József     | Balázsi Gyula    |
| Adolf                                | Aldo Sambrell      | Gruber Hugó      | Áron László         | Kránitz Lajos    |
| Amon, sötétkék zakós, turbános férfi | Daniel Mintz       | Forgács Gábor    | Várkonyi András     | Holl Nándor      |
| Tasza, csíkos zakós, turbános férfi  | Jonathan Isgar     | Helyey László    | Garai Róbert        | Rosta Sándor     |
| Bartok ezredes (Keselyű)             | N/A                | Izsóf Vilmos     | Uri István          | Cs. Németh Lajos |
| Bernard alezredes (Dögkeselyű)       | N/A                | Szokolay Ottó    | Pusztai Péter       | Izsóf Vilmos     |
| Piros turbános férfi a szállodában   | N/A                | Velenczey István | Juhász Tóth Frigyes | Rudas István     |
| Árverésvezető a sivatagban           | N/A                | Vass Gábor       | Várkonyi András     | Uri István       |
| Marks, Adolf embere                  | N/A                | Forgács Péter    | Zágoni Zsolt        | Pálfai Péter     |
| Jack, a lakatos                      | N/A                | Kenderesi Tibor  | Móni Ottó           | Versényi László  |
| Idős férfi a barlangban              | N/A                | Botár Endre      | Pusztai Péter       | N/A              |
| Scapio embere                        | N/A                | Czvetkó Sándor   | Imre István         | N/A              |

Jackie kaszkadőrcsapata: Benny Lai, Ken Lo, Mars